# Brown Derby
Brown Derby es una cadena de licorerías ubicadas en Springfield, Misuri y sus alrededores . El primer Brown Derby fue inaugurado en Springfield en 1937 por John A. Morris. El Brown Derby es famoso por ser el primer lugar de venta al por menor de señuelos de pesca y otros accesorios de pesca vendidos por John L. Morris , hijo del fundador del Brown Derby y futuro propietario de Bass Pro Shops, con sede en Springfield . Johnny Morris comenzó a vender productos de pesca y otros productos al aire libre desde una sección de 8 × 8 pies (2,4 × 2,4 m) de la tienda de su padre y, finalmente, incorporó Bass Pro Shops en 1972.

## Historia
El primer Brown Derby fue inaugurado en 1937 por John A. Morris, el padre de John L. Morris, el creador y propietario de la cadena de tiendas minoristas al aire libre Bass Pro Shop. El Brown Derby ha crecido hasta contar con 18 ubicaciones en Springfield, Misuri y sus alrededores, incluido el internacionalmente aclamado Brown Derby International Wine Center ubicado en 2023 S. Glenstone en Springfield.

## Centro Internacional del Vino
El Brown Derby International Wine Center se inauguró en 1969, pero comenzó a ganar renombre internacional después de que Ron Junge , el yerno del fundador John A. Morris se uniera al negocio en 1971. Ahora, más de tres décadas después, Ron Junge, junto con su yerno Brad Feuerbacher y el experto bodeguero Scott Gargus han establecido el Brown Derby International Wine Center como uno de los 10 principales minoristas de vinos de Estados Unidos. El Brown Derby International Wine Center cuenta con una superficie de 460 m²) bodega con control de temperatura y humedad, que alberga más de 70.000 botellas de vino que datan de finales del siglo XIX. Además del vino, el Brown Derby International Wine Center alberga una amplia variedad de cervezas, diversas artesanías que incluyen velas perfumadas y jabones de manos, además de una sección de delicatessen, que incluye una amplia selección de quesos internacionales.

## Premios y reconocimientos
- "Mejor sitio web" - Premios Market Watch Leaders 2012
- Una de las "mejores tiendas de vinos de Estados Unidos" en la guía oficial de vinos 2000 de la revista Food & Wine.
- Miembro del Wine & Spirits Guild of America desde 1958
- Revista de licorería "Uno de los 10 mejores minoristas de Estados Unidos"
- Revista Market Watch "Uno de los 12 mejores minoristas de Estados Unidos"
- Revista de vinos y licores "Uno de los diez principales minoristas"